# Deathrow (игра)
Deathrow — спортивная видеоигра 2002 года, разработанная компанией Southend Interactive и изданная Ubi Soft эксклюзивно для платформы Xbox. Разработка игры началась в мае 1999 года в качестве онлайн-игры для PC. В начале 2001 года Southend Interactive перешла к выпуску игры для консоли Xbox, что позволило команде использовать пиксельные шейдеры, рельефное текстурирование и спекулярное освещение. Игра была создана на собственном 3D-движке и стала первым полноценным релизом Southend.
Игра основана на вымышленном экстремальном виде спорта Blitz — футуристическом полноконтактном гибриде хоккея и баскетбола с летающим диском. Две команды по четыре игрока пытаются переместить диск через ворота соперника, а выиграть можно либо набрав очки, либо выбив команду соперника. В 18 тематических командах 150 индивидуальных персонажей. Сюжет однопользовательской кампании разворачивается в XXIII веке, когда Blitz становится популярным видом спорта, транслируемым по телевидению, и команды сражаются за звание чемпиона. За забитые голы, нокауты соперников и восхищение толпы, игроки зарабатывают очки, которые можно потратить на улучшение персонажей, ставки и новых товарищей по команде. Игра также поддерживает многопользовательский режим с раздельным экраном и System Link для восьми игроков.
Deathrow получила в основном благоприятные отзывы. Критики отметили быстрый темп игры и объёмный звук, но раскритиковали высокий уровень сложности, общий саундтрек и отсутствие многопользовательского онлайн-режима. Некоторые критики посчитали использование ненормативной лексики в игре чрезмерным, в то время как другие сочли это изюминкой игры. По мнению критиков, концепция и механика игры похожи на другие серии, в частности на серию Speedball. Веб-сайты IGN и TeamXbox назвали Deathrow выбором редакции. Игра получила награду «TeamXbox 2002 Breakthrough Game of the Year» и «IGN 2002 Best Game Nobody Played». Позже IGN сообщил, что сиквел маловероятен из-за низких доходов оригинала. В 2013 году компания Southend распалась.

## Игровой процесс

Скриншот игрового процесса при режиме камеры «Экшн-вид»

События Deathrow разворачиваются в 2219 году, когда Blitz стал самым популярным видом спорта в мире. Игроки пытаются перебросить диск через обруч, избегая при этом полного контакта с соперником, включая удары, пинки, броски и толчки. Как футуристическое регби, этот вид спорта сочетает в себе элементы хоккея, баскетбола и полноконтактного американского футбола. Критики сравнивали механику игры с Discs of Tron, Mortal Kombat, Blood Bowl, Final Fantasy X Blitzball, Blades of Steel и Speedball, а её эстетику — с фильмом «Бегущий по лезвию» (1982). Сюжет игры также сравнивали с фильмом «Роллербол» (1975).
В матче Blitz четыре раунда. Две команды, состоящие из четырёх игровых ботов или живых игроков набирают очки за каждый заряженный диск Blitz, брошенный через обруч противника, который находится в восьми футах от земли. Игроки передают диск и перемещаются с ним по аренам, при этом игра продолжается без пауз между набранными очками. Побеждает команда, набравшая наибольшее количество очков в конце матча. Игроки могут сражаться друг с другом, когда не набирают очки. Бой уменьшает здоровье персонажа в зависимости от того, кто наносит удары. Когда здоровье игрока полностью заканчивается, он выбывает из игры, а команды, в которых все персонажи выбыли, дисквалифицируются (при этом персонажей можно заменять между раундами). Если игрок склонен к агрессивности, искусственный интеллект игры заметит это и отомстит за своих товарищей по команде. В игре есть огонь по своим, когда товарищи по команде могут намеренно или случайно ранить друг друга атаками, предназначенными для противников. В 18 командах 150 уникальных персонажей, каждый из которых имеет тематические черты во внешности, стиле игры и ругательствах. Команды также различаются по уровню мастерства и таким атрибутам, как защита, скорость, сила и командная работа. Например, «Морские кошки» — это быстрая женская команда с европейским акцентом, «Морские пехотинцы» носят камуфлированную одежду и используют военный жаргон, «Демоны» обладают атрибутом высокой силы и демоническим языком, а «Чёрные драконы» — это ниндзя с высокой ловкостью и боевыми навыками. Команды сражаются на 32 аренах — одна половина с традиционными открытыми стадионами, а другая — с препятствиями из окружающей среды, например, с подземными шахтами. На поле регулярно появляются небольшие бонусы, включая здоровье, очки и улучшения навыков отдельных игроков. Игроки зарабатывают очки, убивая противников и поражая публику своей жестокостью и мастерством. Очки можно потратить на улучшение характеристик персонажа с помощью чёрного рынка или предметов для улучшения характеристик. Счётчик толпы отображает поддержку аудитории, которая, при заполнении, увеличивает способности команды игрока. Издание IGN обнаружило, что игра в значительной степени зависит от командной работы. Игровые боты в командах с низким уровнем командной работы не будут проявлять инициативу в преследовании диска или помогать нуждающимся товарищам, однако данный атрибут можно повысить в течение игры. Игроки могут выбирать режимы, включая физическое нападение, быстрое нападение, нейтральное нападение, защиту или защиту ворот.
Игра поддерживает однопользовательский режим, локальный многопользовательский режим на четырёх игроков и System Link с участием до восьми игроков на восьми консолях Xbox, но при этом не поддерживает сетевую игру Xbox Live. Deathrow имеет футуристический саундтрек с электронной танцевальной музыкой и более 3 000 озвученных слов. Она поддерживает объёмный звук 5.1 и настраиваемые саундтреки, а также имеет обратную совместимость с Xbox 360.

### Управление
Игроки используют левый аналоговый стик контроллера Xbox для перемещения персонажа, правый стик — для стрейфа, а основные кнопки — для прыжков, блокировки, ударов и пинков. При нападении две последние функции превращаются в «пас» и «бросок». Игроки переключаются между персонажами и насмехаются над ними с помощью белой и чёрной кнопок соответственно, а с помощью крестовины можно выбрать тактические действия, которые игрок объявляет товарищам по команде. Левый триггер изменяет существующее действие, например, на бег с нырянием, скользящие и обычные захваты, а правый триггер ориентирует камеру на цель (либо диск, либо ворота, в зависимости от того, какая команда владеет диском). Такое управление камерой предназначено для точности при нырянии за диском или ударе по воротам. Персонаж, владеющий диском, показывает линию траектории своего потенциального удара или паса, которая изменяется в зависимости от движения игрока, дыхания и физического контакта. Игроки заряжают диск, удерживая кнопку броска, при этом диск зеленеет по мере того, как удар становится всё мощнее. Полностью заряженный бросок, называемый Deathrow, выводит из строя любого игрока, в которого он попадает, а перезаряженные броски наносят электрический удар и шокируют носителя.
Перед началом каждой игры или одиночной кампании «Conquest» игроки выбирают спортивный или экшн-вид камеры. «Экшн-вид» — это вид от третьего лица, где камера отображается со спины персонажа, а «Спортивный вид» — это вид от стороны зрителей и трибун. Закрытые арены недоступны при использовании камеры вида «Спортивная». Вид камеры нельзя изменить после начала одиночной игры, поэтому игроки режима «Conquest» в режиме «Спортивный вид» не увидят арены, которые они разблокируют. Камера в режиме «Экшн-вид» сильно раскачивается, и в меню её можно немного отодвинуть назад.

### Кампании
Игровая история Blitz начинается в 2197 году в качестве игры для лос-анджелесских банд, используемая для поиска новобранцев. Спустя 20 лет этот нелегальный вид спорта попадает в эфир телеканала Prime Network, который создаёт ассоциацию Blitz Disc Association (BDA) и планирует провести первые соревнования по Blitz с выставочными играми и призовыми фондами. С помощью выставочных игр и призовых денег отбираются 13 команд, состоящих из людей, обладающих различными соревновательными аугментациями.
«Conquest» — однопользовательский режим турнирной карьеры, в котором команда игрока сражается с иерархией рейтингов на пути к первенству. К одиночной игре могут присоединиться до трёх дополнительных игроков-людей. Изначально игроки выбирают одну из четырёх команд, хотя всего можно разблокировать тринадцать. Команды состоят из четырёх игроков без возможности замены и проходят путь от четвёртого места в дивизионе новичков до первого места в каждой команде, находящейся между ними. Игроки могут продолжать проходить испытания внутри дивизиона, прежде чем безвозвратно перейти в следующий дивизион.
В перерывах между играми команда игрока получает случайные текстовые сообщения с предложениями о свободных агентах, тренировках, наркотиках, ставках на игру и событиях, включая случайные подарки от менеджера игрока, угрозы от владельца команды и вымогательства со стороны организованной преступности. За свои очки игроки могут покупать повышения характеристик персонажей. Прохождение однопользовательской игры открывает концепт-арты и игровые активы, относящиеся к игре, а также новые команды, персонажей и арены. В каждой из 13 разблокируемых команд есть шесть разблокируемых персонажей (в общей сложности 10 персонажей в каждой), а в пяти дополнительных командах наследия количество персонажей ограничено четырьмя. Также можно разблокировать многодисковые и «экстремальные» варианты сложности игры.

## Разработка и выпуск
Deathrow была разработана студией Southend Interactive и выпущена компанией Ubisoft. Пятеро друзей открыли Southend в Мальмё (Швеция) в 1998 году, чтобы реализовать свою мечту по созданию видеоигр. Southend начала разработку Deathrow в мае 1999 года и предполагала, что игра станет онлайн-игрой на PC с предварительным наименованием Blitz Disc Arena. Идея спортивной игры возникла на основе сочетания игр Speedball 2: Brutal Deluxe, серий Quake, Unreal и Tekken. Команда из девяти человек получила комплект для разработки программного обеспечения Xbox в июне 2000 года и решила перенести игру на консоль в начале 2001 года. По словам аниматора из Southend Родриго Сеспедеса в интервью 2002 года для TeamXbox, «Xbox была единственной консолью, которая позволила им создать игру в том виде, в котором она была изначально задумана», добавив, что компании Microsoft и Ubisoft поощряли развитие «взрослого» направления с акцентом на кровь, жестокость и ненормативную лексику. Таким образом, они начали переносить игру на консоль с учётом её возможностей, включая вершинные и пиксельные шейдеры для рельефного текстурирования окружения и анимации персонажей, спекулярное освещение и неровное отображение бликов.
Игра была разработана на собственном 3D-движке, работа над которым велась несколько лет. Каждый персонаж состоит из более чем 7 000 полигонов и 55 костей, благодаря чему у них имеется мимика, более 800 анимаций и возможность мигания. Лица персонажей могут дополнительно выражать эмоции счастья или гнева, а также чувства боли. Переход на Xbox привёл к бо́льшей вариативности персонажей команд. Художники нарисовали множество вариантов для каждой команды, а разработчики выбирали из этого множества. Deathrow была разработана под «Экшн», но для расширения возможностей игры был дополнительно введён вид «Спортивный».
Deathrow была представлена на выставке E3 2002 на пресс-конференции Ubisoft, и была выпущена 18 октября 2002 года в Европе и 22 октября 2002 года в США в качестве эксклюзива для Xbox. Из-за нехватки времени на разработку в игру не был включён многопользовательский режим для Xbox Live. На момент выхода игры Southend не планировала выпускать загружаемый контент, хотя и реализовала метод, позволяющий это сделать. Игра стала первым полноценным релизом компании Southend.

## Отзывы критиков
| Сводный рейтинг    | Сводный рейтинг                                                          |
| Агрегатор          | Оценка                                                                   |
| ------------------ | ------------------------------------------------------------------------ |
| GameRankings       | 81,33 %                                                                  |
| Metacritic         | 79/100                                                                   |
| Иноязычные издания |                                                                          |
| Издание            | Оценка                                                                   |
| 1UP.com            | C+                                                                       |
| EGM                | 4,5/10                                                                   |
| Game Informer      | 5/10                                                                     |
| GameSpot           | 8,7/10                                                                   |
| GameSpy            | 4 из 5 звёзд · 4 из 5 звёзд · 4 из 5 звёзд · 4 из 5 звёзд · 4 из 5 звёзд |
| IGN                | 9,3/10                                                                   |
| OXM                | 7,4/10                                                                   |
| TeamXbox           | 9/10                                                                     |

На сайте-агрегаторе рецензий Metacritic Deathrow получила «в целом благоприятные» отзывы критиков. IGN и TeamXbox отдали Deathrow звание «Выбор редакции». Игра получила награду «Прорывная игра 2002 года» от TeamXbox и «Лучшая игра для Xbox 2002 года, в которую никто не играл» от IGN. Она также заняла второе место в номинации «Лучшая экшн-игра года для Xbox». Из всех игр года, заслуживающих похвалы, но не получивших должной оценки, одна только Deathrow «по-настоящему поразила [IGN]». Редакция сайта GameSpot также назвала её одной из самых несправедливо обойдённых вниманием игр года на Xbox. Критики высоко оценили быстрое, хаотичное действие игры и использование объёмного звука. Обозреватели жаловались на высокую сложность, общий саундтрек и отсутствие сетевого многопользовательского режима. Некоторые критики посчитали, что в игре слишком много ненормативной лексики, в то время как другие считали это изюминкой игры.
Дэвид Ходжсон из Electronic Gaming Monthly (EGM) счёл европейское происхождение Deathrow «очевидным», так как в паре с регби звучали «неловкие, слишком громкие выражения с несносным американским акцентом». Ходжсон отметил, что Deathrow с трудом удаётся показать грубость в очень блестящей среде и добавил, что игра страдает от неумеренного насилия, разочаровывающих боевых эпизодов, отсутствия сетевой игры и «крутого обучения». Он также сравнил основную механику с «мини-игрой, маскирующейся под спортивное развлечение». Уильям Рейсер из Official Xbox Magazine (OXM) похвалил быстрый темп игры и проработку деталей, но раскритиковал углы камеры и сложность, при этом нашёл музыку типичной, а озвучку хорошей. Он отнёс игру к ряду придуманных видов спорта из антиутопического будущего и счёл её более увлекательной, чем остальные. Эрик Буш из TeamXbox похвалил искусственный интеллект компьютерных противников и отметил, что «они бросали вызов». Осборн из GameSpy оценил мелкие детали игры, например, полоску, проходящую за диском по воздуху. Кайзер Хванг из IGN назвал эффекты освещения арены, рельефное текстурирование и сами текстуры лучшими со времён игры Halo: Combat Evolved. 1UP.com, Рейсер из OXM, Дуглас Перри из IGN и Дэвид Клейман рекомендовали Deathrow в качестве игры для вечеринок, причём сотрудники IGN особенно рекомендовали игру с System Link.
Грег Касавин из GameSpot высоко оценил удобное управление и доступный игровой процесс, несмотря на более сложное обучение. Голдштейн из IGN назвал управление «относительно простым» и понятным в рамках одной игры, а Скотт Осборн из GameSpy счёл управление неудобным, но легко осваиваемым. Для сравнения, Чарльз Герольд из The New York Times и его друг не могли разобраться в правилах Blitz в течение 20 минут, чувствуя себя «чересчур мужественными», чтобы пройти обучение. Джонатан Сильвер из Pittsburgh Post-Gazette посчитал, что игровой процесс слишком неистовый, как «NHL Hitz 2002 на стероидах». Герольд из The New York Times отметил, что насилие занимает центральное место в игре, и решил, что возрастные ограничения в игре, скорее всего, связаны с «дикими ругательствами», которые, по его мнению, придают игре индивидуальность в отличие от других спортивных видеоигр, а также добавил, что бешеная скорость Deathrow не позволила ему самому ругаться в игре. Трой Оксфорд из The Atlanta Journal-Constitution также связал ненормативную лексику с рейтингом «M».
Edge назвал Deathrow игрой без содержания и «надуманным клоном» Speedball 2 (1990), в котором вместо диска использовался мяч; Дэвид Ходжсон из EGM также высоко оценил игру 1990 года в своём сравнении с Deathrow. Уильям Рейсер из OXM не стал возражать против сходства двух игр и добавил, что «вы можете копировать лучшее». Оксфорд из The Atlanta Journal-Constitution похвалил игру и написал, что в ней чувствуется «свежая атмосфера». Анализируя год выпуска, директор IGN Пир Шнайдер заявил, что такие игры, как Deathrow, продемонстрировали способность игровой индустрии создавать новые, высококлассные франшизы. Два сотрудника IGN предсказали, что игра станет «спящим хитом»: один отметил скудную реакцию прессы по сравнению с качеством игры, а другой объяснил, что Ubisoft была занята продвижением более крупных игр, таких как Tom Clancy’s Splinter Cell, Dragon's Lair 3D: Return to the Lair и Rayman.

### Наследие
В 2006 году Мэттью Фишер из TeamXbox отметил, что в игру по-прежнему хорошо играется. В 2012 году журнал Complex Gaming поместил Deathrow на 13-е место в списке 15 самых жестоких спортивных видеоигр. Шотландский разработчик Ludometrics описывает свою видеоигру Bodycheck 2014 года как духовного наследника Deathrow, Speedball 2 и Skateball, несмотря на то, что действие игры происходит в средневековом прошлом, а не в ультра-жестоком будущем.
Во время выхода игры компания Southend была заинтересована в создании продолжения. В марте 2004 года IGN включил Deathrow 2 в список пяти желаемых сиквелов для Xbox, в частности, за поддержку сетевой игры Xbox Live и оценил вероятность выхода игры в 90 %. Но спустя месяц издание сообщило, что, несмотря на интерес со стороны Southend, Ubisoft вряд ли выпустит сиквел Deathrow из-за низкого дохода оригинала. В апреле 2013 года Southend отделилась от своей материнской компании Tacet Holding AB, шведского ИТ-консультанта, и стала полностью независимой компанией. При этом генеральный директор Southend Фредрик Брёнемарк объявил, что «сейчас для Southend наступило подходящее время для управления собственной судьбой и инвестирования в собственные продукты», примерами которых стали Deathrow и ilomilo. Компания Southend прекратила свою деятельность в июне 2013 года, когда весь её штат из 24 человек был принят на работу в Massive Entertainment, другую шведскую компанию-разработчика.

## Комментарии
1. ↑  В меню игры есть опция «Обновления», которая позволяет загрузить на Xbox загружаемый контент[3].